# Fístula ureterovaginal
Uma fístula ureterovaginal é uma passagem anormal existente entre o ureter e a vagina, que causa incontinência urinária. Seu impacto sobre as mulheres é reduzir drasticamente a qualidade de vida.

## Causa
Uma fístula ureterovaginal é o resultado de trauma, infecção, cirurgia pélvica, radioterapia e terapia, malignidade ou doença inflamatória intestinal. Os sintomas podem ser preocupantes para as mulheres, especialmente porque alguns médicos atrasam o tratamento até que a inflamação seja reduzida e um tecido mais resistente seja formado. A fístula pode se desenvolver como uma lesão após um trabalho de parto longo e prolongado, com longo tempo de dilatação e período de expulsão. Os partos difíceis podem criar necrose de pressão no tecido que está sendo comprimido entre a cabeça do bebê e os tecidos mais frágeis da vagina, ureter e bexiga.